# Svartfläckig kuskus
Svartfläckig kuskus (Spilocuscus rufoniger) är en pungdjursart som först beskrevs av Zimara 1937. Spilocuscus rufoniger ingår i släktet fläckkuskusar och familjen klätterpungdjur. IUCN kategoriserar arten globalt som akut hotad. Inga underarter finns listade.
Pungdjuret förekommer på norra och västra Nya Guinea men utbredningsområdet är uppdelat i många små regioner. Arten vistas i låglandet och på upp till 1 200 meter höga bergstrakter. Habitatet utgörs främst av tropisk regnskog.